# Best of Both Worlds (canção)
"Best of Both Worlds" é o quinto single do álbum 5150, lançado pela banda de hard rock Van Halen, em 1986.
Igual ao single anterior, "Summer Nights", "Best of Both Worlds" conseguiu entrar somente na parada musical de faixas de rock mais tocadas, a Mainstream Rock Tracks, onde chegou próximo do Top 10, na posição #12.
Ace Frehley, da banda Kiss afirmou certa vez durante um show em um clube em meados dos anos 90 que o riff principal de Best of Both Worlds é na verdade a música "Deuce" do Kiss tocada em sentido contrário. "Eu me pergunto onde Eddie [Van Halen] veio com essa ideia", Frehley disse à multidão com um sorriso.
Tanto o lado A quanto o lado B do single tem a mesma faixa.

## Faixas
12" Single
| N.º | Título                | Duração |  |
| 1.  | "Best of Both Worlds" | 4:49    |  |
| 2.  | "Best of Both Worlds" | 4:49    |  |

## Posições nas paradas musicais
| País - Parada Musical (1986)            | Melhor posição |
| --------------------------------------- | -------------- |
| Estados Unidos - Mainstream Rock Tracks | 12             |